# Yalútorovsk
Yalútorovsk (en ruso: Ялу́торовск) es una ciudad del óblast de Tiumén, Rusia, ubicada a la orilla izquierda del curso alto del río Tobol, que es un afluente del río Irtish y este, a su vez, lo es del Obi. Esta ciudad se encuentra algunos kilómetros al sureste de Tiumén, la capital del óblast. Su población en el año 2010 era de 36 500 habitantes.

## Historia

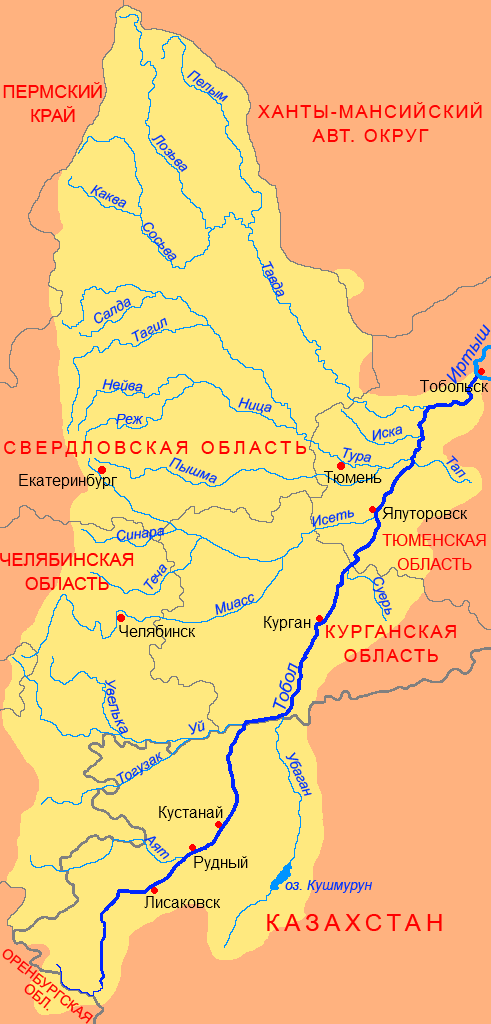
Mapa en ruso del río Tobol en el que está arriba a la derecha Yalúrorovsk (Ялу́торовск)

Se fundó en 1639 y obtuvo el estatus o categoría de ciudad en 1782.